# Springfield (Ohio)
Pour les articles homonymes, voir Springfield.
Springfield est une ville de l'État de l'Ohio, aux États-Unis. Elle est le siège du comté de Clark. Cette ville devient à la fin du XXe siècle et début du XXIe siècle un des symboles des villes moyennes américaines frappées par la désindustrialisation et le déclin démographique.
On y trouve la Wittenberg University, une institution privée comptant environ 2 000 étudiants.

## Géographie
Selon les données du Bureau du recensement des États-Unis, Springfield a une superficie de 58,3 km2 (soit 22,5 mi2), dont 58,2 km2 (soit 22,5 mi2) en surfaces terrestres et 0,1 km2 (soit 0,04 mi2) en surfaces aquatiques.

## Histoire
Springfield est fondée en 1801 par l'Américain d'origine européenne James Demint, un ancien conducteur d'attelage du Kentucky. Elle est nommée d'après la ville historique de Springfield, dans le Massachusetts. Lorsque le comté de Clark est créé en 1818, Springfield est choisi  comme siège du comté.
Le développement précoce de Springfield est stimulé par la construction par le gouvernement fédéral de la National Road dans l'Ohio. Springfield en est le terminus pendant une dizaine d'années.
Au milieu et à la fin du XIXe siècle, l'industrie manufacturière se développe à Springfield. Parmi les industriels, on compte  Asa S. Bushnell, Oliver S. Kelly, James Leffel, P. P. Mast et Benjamin H. Warder. Bushnell construit également le Bushnell Building, auquel il donne son nom. L'avocat des frères Wright rédige le brevet de leur invention de l'avion en 1904 dans le Bushnell Building. En 1894, la Kelly Springfield Tire Company est fondée dans la ville.
Au tournant du 20e siècle, Springfield devient la « Home City ». C'est une période de forte activité pour les loges maçonniques, les Chevaliers de Pythie et les Odd Fellows construisent des maisons pour les orphelins et les membres âgés de leurs ordres. Springfield est également connue sous le nom de « The Champion City », en référence à la marque Champion Farm Equipment, fabriquée par la Warder, Bushnell & Glessner Company. En 1902, cette société est absorbée par International Harvester. Cette dernière opère encore au XXIe siècle à Springfield sous le nom de Navistar International, un fabricant de camions de moyenne et grande taille.

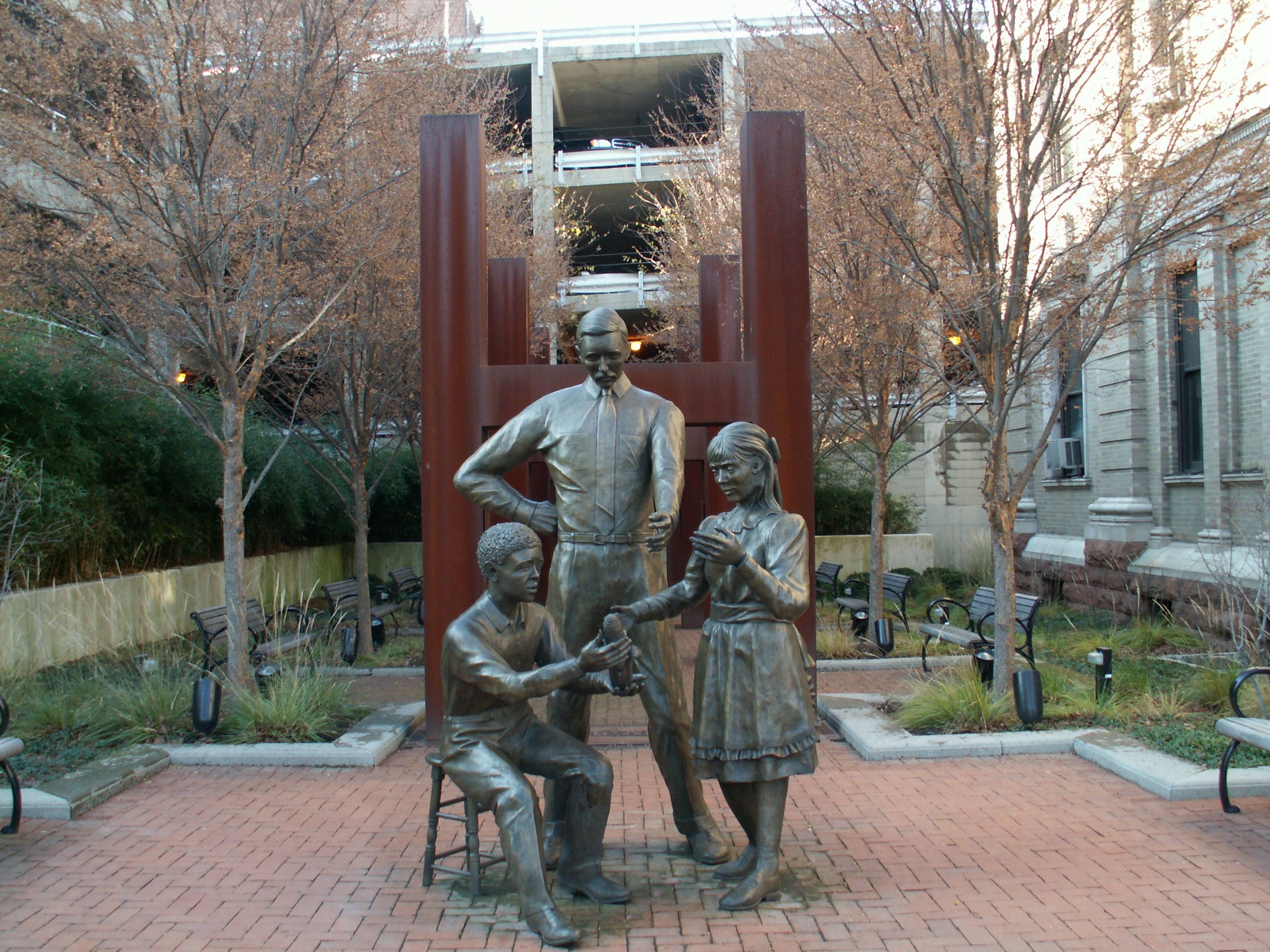
AB Graham et le premier 4-H club

En 1902, A.B. Graham, alors surintendant des écoles du canton de Springfield dans le comté de Clark, créa un « Club agricole pour garçons et filles ». Environ 85 enfants âgés de 10 à 15 ans assistent à la première réunion le 15 janvier 1902, à Springfield, dans le sous-sol du palais de justice du comté de Clark. C'est le début de ce qui sera bientôt appelé le 4-H Club. Ce mouvement de jeunesse se dévelope pour devenir une organisation nationale, à une époque où l'agriculture est un pilier de l'économie dans de nombreuses régions américaines. Les premiers projets portent sur la conservation des aliments, le jardinage et l'agriculture élémentaire. La Bibliothèque du Congrès reconnaît officiellement le lieu de naissance de ce mouvement en 2023.
Le 7 mars 1904, plus d'un millier d'hommes blancs prennent d'assaut la prison et fait sortir un prisonnier, Richard Dixon, un homme noir accusé d'avoir tué un officier de police. Richard Dixon est abattu puis pendu à un poteau. À partir de là, les émeutiers se déchaînent à travers la ville, détruisant et brûlant une grande partie du quartier noir. Les événements sont couverts par les journaux nationaux et suscitent l'indignation.
Le 26 février 1906, une altercation entre un homme blanc et un homme noir provoque une nouvelle émeute. Les émeutiers incendient une grande partie du Levee, un quartier à prédominance noire situé dans une zone inondable près de la rivière. Près de 100 personnes se retrouvent sans abri,. Une autre émeute raciale éclate en 1921. Soixante ans plus tard, Springfield est la première ville de l'Ohio à élire un maire noir, Robert Henry.
A la fin du XXe siècle et début du siècle suivant, la ville décline. Les revenus moyens de ses habitants baissent. Elle souffre par exemple de la Grande Récession de 2008 et, comme d'autres petites villes de l'Ohio, bénéficie peu de la reprise d'activité qui suit. La ville de Springfield passe ainsi de 83 000 habitants en 1960, à 60 000 environ en 2010, et devient un des symboles des villes moyennes américaines frappées par la désindustrialisation et le déclin démographique,.
En 2024, on estime que 4 000 à 20 000 réfugiés haïtiens sont installés dans la ville pour la revitaliser, la grande majorité bénéficiant d'un statut de protection temporaire en raison de la crise en cours en Haïti. Selon The New York Times, cet afflux d'Haïtiens déclenche une augmentation du sentiment anti-immigrant parmi les résidents en place, les tensions étant aggravées par un incident survenu en août 2023, au cours duquel un conducteur haïtien titulaire d'un permis inapproprié percute un bus scolaire, tuant un enfant et en blessant 23 autres.
En août 2024, la police locale est informée que des Haïtiens ont volé des oies. Peu après, un canular sur des immigrants haïtiens enlevant et mangeant des animaux domestiques à Springfield devient viral et cette fausse information est amplifiée par des membres du Parti républicain et des sympathisants de ce parti. Ces fausses allégations sont également répétées par Donald Trump en septembre 2024, lors de son premier débat télévisé pour l'élection présidentielle américaine, face à Kamala Harris.

## Source
- (en) Cet article est partiellement ou en totalité issu de l’article de Wikipédia en anglais intitulé « Springfield, Ohio » (voir la liste des auteurs).

1. ↑  « U.S. Census Bureau QuickFacts: Springfield city, Ohio », Bureau du recensement des États-Unis (consulté le 13 septembre 2024)
2. ↑  (en) « History of Clark County: New Boston », The Network of Springfield, Ohio, 2008
3. ↑  (en) Jesse Orozco, « Clark County now recognized by Library of Congress as birthplace of 4-H », sur Springfield News-Sun, 13 septembre 2023
4. ↑  « Mob in Ohio Shoots... », New York Times,‎ 8 mars 1904 (lire en ligne)
5. ↑  (en) « Ohiohistorycentral.org »
6. ↑  (en) Darnell Carter, « The 1904, 1906, and 1921 race riots in Springfield, Ohio and the Hoodlum theory (thèse) », sur OhioLINK, The Ohio State University, 1993
7. ↑  (en) « Fourteen Negroes Shot in Race Riot; Fight Pitched Battle With Whites Near Midnight in Springfield, Ohio. Troops Rushed to City, Outbreak Follows Wounding of Policeman – Climax of Negro Assault on White Girl », sur The New York Times
8. ↑  (en) George W. Knepper, Ohio and Its People, Kent State University Press, 2003 (ISBN 978-0-87338-791-0, lire en ligne), p. 392
9. ↑  (en) Uri Berliner, « Springfield, Ohio: A Shrinking City Faces A Tough Economic Future », sur npr, 19 septembre 2016
10. 1 2  William Audureau, « Des Haïtiens accusés de « manger » des animaux domestiques dans l’Ohio : aux origines de la rumeur raciste relayée par Donald Trump », sur Le Monde, 12 septembre 2024